# مینا هارما
مینا هارما (استونیایی: Miina Härma; ۹ فوریهٔ ۱۸۶۴) رهبر ارکستر، آهنگ‌ساز، و نوازنده ارگ اهل امپراتوری روسیه بود. او دومین موسیقی‌دان استونیایی با تحصیلات عالی بود.
وی در سال ۱۸۸۳ وارد کنسرواتوار سن پترزبورگ شد و در سال ۱۸۹۰ فارغ‌التحصیل شد اما به زندگی در سن پترزبورگ ادامه داد چون یافتن کار در کشورهای بالتیک بسیار سخت بود. در سال ۱۸۹۴ با برگزاری جشنواره موسیقی استونی هارما گروه کر خود را راه‌اندازی کرد. او در سال ۱۹۰۳ به دلیل مشکلات مالی به شهر کرونشتات نقل مکان کرد اما با شروع جنگ جهانی اول در سال ۱۹۱۵ مجبور به ترک این شهر شد، با وجود توسعه موسیقی در شهر تارتو به دلیل جنگ دانشجویی در این شهر برای تدریس موسیقی یافت نمیشد با این وجود به تارتو رفت و در سال ۱۹۱۷ در مدرسه‌ای به‌عنوان معلم موسیقی به فعالیت پرداخت.